# Kuppelgas
Als Kuppelgas wird ein brennbares Prozessgas bezeichnet, das als Nebenprodukt bei der Erzeugung von
Grundstoffen entsteht. Zu den Kuppelgasen gehören z. B. Koksofen-, Gicht- und Konvertergas.